# Idioma arára
El arára de Mato Grosso (también llamado Arara do Beiradão o Arara do Rio Branco) es una lengua indígena no clasificada y actualmente extinta que se habló en el estado brasileño de Mato Grosso. En grupo étnico está formado por unos 150 miembros que ya no hablan su lengua tradicional.
- Datos: Q3446660